# Nathan Straus
Pour les articles homonymes, voir Nathan Straus Jr..
Nathan Straus, né le 31 janvier 1848 et décédé le 11 janvier 1931, est un commerçant et philanthrope américain, copropriétaire de deux des plus importants grands-magasins de la ville de New York, Macy's et Abraham & Straus.

## Biographie
Nathan Straus est née dans une famille juive allemande à Ebersberg en Bavière. Il est le troisième enfant de Lazarus Straus (1809–1898) et de sa femme Sara (1823–1876). Il a une sœur Hermine Straus Kohns (1846–1922) et deux frères Isidor Straus (1845–1912) et Oscar Solomon Straus (1850–1926). La famille immigre en 1854 aux États-Unis et s'établit dans l'État de Géorgie. Après avoir tout perdu pendant la guerre de Sécession, la famille s'installe à New York, où son père ouvre L. Straus & Sons, une société de commerce de vaisselle et de verrerie.
Le 28 avril 1875, Straus épouse Lina Gutherz (1854–1930), avec qui il aura six enfants, dont Nathan Straus Jr., futur sénateur d'État et Sissie Straus qui épousera Irving Lehman (1876-1945), juge en chef à la cour d'appel de New York, de 1940 jusqu'à sa mort.

## Macy'setAbraham & Straus
Straus et ses frères vendent de la vaisselle au grand magasin Macy's. Les frères s'associent avec Macy's en 1888 et en deviennent copropriétaires en 1896.
En 1893, Nathan Straus et son frère Isidor rachètent à Joseph Wechsler le magasin de tissu Abraham and Wechsler de Brooklyn, qu'ils renomment Abraham & Straus.

## Responsabilité publique et philanthropie
Vers la fin des années 1880, Straus commence une période de philanthropie et de responsabilité dans le domaine public à New York: il exerce les fonctions de directeur des jardins municipaux de 1889 à 1893; de président du conseil de la santé et commissaire du département de la santé en 1898; en 1894, il est désigné par Tammany Hall pour être candidat à la mairie de New York pour les démocrates, mais se retire de la course quand un de ses amis menace de s'éloigner de lui s'il est élu.

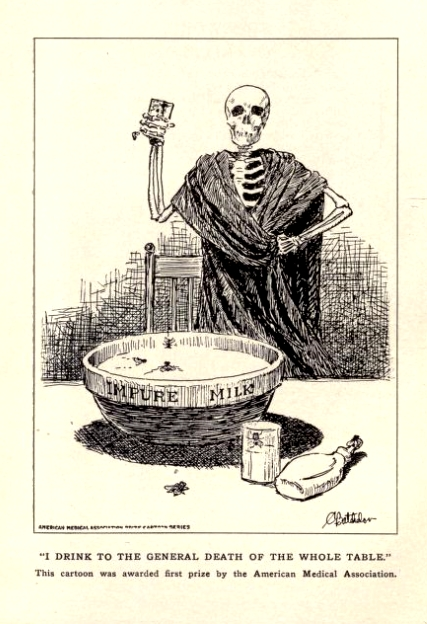
Allégorie de la mort. Tiré du livre de Nathan Straus et de sa femme. Légende: Lait impur: je bois à la mort générale de toute la tablée. Dessin primé par l'American Medical Association

En 1892, Straus et sa femme fondent à titre privé le  Nathan Straus Pasteurized Milk Laboratory (Laboratoire de lait pasteurisé Nathan Straus) pour fournir du lait pasteurisé aux enfants afin de combattre la mortalité infantile et la tuberculose. Pour combattre ce fléau, il ouvre un préventorium pour enfants à Lakewood Township dans l'État du New Jersey. En 1909, celui-ci sera transféré à Farmingdale, aussi ans le New Jersey. Leur livre maladie dans le lait: le remède, la pasteurisation; le travail de toute la vie de Nathan Straus; Leur livre indique que le lait non pasteurisé donné aux enfants est la cause principale de la tuberculose, de la typhoïde, de la scarlatine, de la diphtérie et d'autres maladies, qui sont la principale cause d'une mortalité infantile de 25 pour cent aux États-Unis en 1890 et de 15 pour cent en 1903. À New York où le lait pasteurisé est déjà la norme, le taux de mortalité infantile est de 7 pour cent en 1900. Straus est considéré comme étant le principal acteur du mouvement pour la pasteurisation du lait, qui évitera la mort de centaines de milliers d'enfants par an, due aux germes contenus dans le lait.
Pendant le krach financier de 1893, Straus utilise ses dépôts de lait pour vendre du charbon au prix très bas de 5 cents pour 25 livres à ceux qui peuvent payer. Ceux qui ne pouvaient pas payer, recevaient le charbon gratuitement. Il ouvre aussi des centres d'hébergement pour 64 000 personnes, qui peuvent avoir un lit et prendre leur petit-déjeuner pour 5 cents et il finance 50 000 repas pour 1 cent chacun. Il offre aussi anonymement des milliers de dindes. À Abraham & Straus, il constate que deux de ses employés jeunaient pour économiser leur salaire afin de nourrir leur famille. Il crée alors ce que l'on peut considérer comme étant la première cafétéria de société subventionnée.
En 1898, pendant la guerre hispano-américaine, Straus offre une usine de fabrication de glace à Santiago de Cuba . Il est nommé par le président William Taft délégué unique des États-Unis au Congrès international pour la protection des enfants qui se déroule à Berlin en 1911 et au Congrès sur la tuberculose à Rome en 1912.
Straus prend sa retraite en 1914, pour se consacrer aux œuvres charitables. Pendant l'hiver 1914-1915, il sert 1 135 731 repas à un cent aux chômeurs de New York. En 1916, lors de l'entrée en guerre des États-Unis, il vend son yacht Sisilina au garde-côtes et utilise la somme récoltée pour nourrir les orphelins de guerre. Plus tard, il nourrira les soldats revenant du front à Battery Park au sud de Manhattan.
Straus fait un don en argent à la New York Public Library, destiné en particulier pour la jeunesse. La collection pour la jeunesse occupait jusqu'à récemment une des galeries qui portait le nom de Nathan Straus, du Donnell Library Center, une des branches de la New York Public Library. Il aide aussi les habitants les plus pauvres de la ville en construisant une jetée récréative, la première d'une nombreuse série sur le front d'eau à New York.

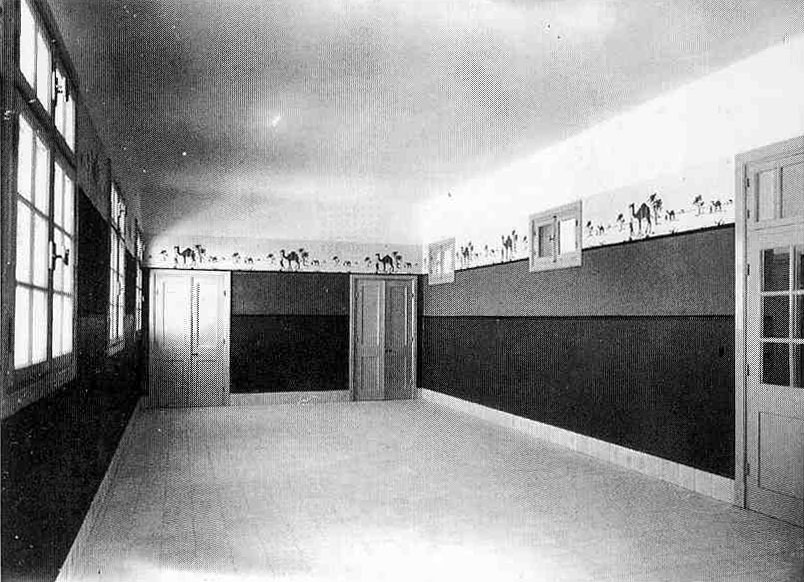
Hall du centre de santé Nathan Straus à la fin des années 1920

### Philanthropiesioniste
En 1912, un voyage en Palestine marque profondément Straus. Lors de ce voyage, il est fasciné par la région. Son frère Isidor et la femme d'Isidor retournent à New York à bord du Titanic, et périssent lors du naufrage. Ayant le sentiment d'avoir été épargné par une intervention divine, il va consacrer les deux tiers de sa fortune à aider les Juifs de Palestine. Il crée une école des sciences domestiques pour fille en 1912, un bureau de santé pour combattre la malaria et le trachome, et une cuisine publique gratuite. Il ouvre un institut Pasteur, des centres de santé pour enfants, et finance le Nathan and Lina Straus Health Centers à Jérusalem (maintenant partie intégrante du Centre médical Hadassah), et à Tel-Aviv.
La ville israélienne de Netanya, fondée en 1927, a été nommée en son honneur, ainsi que la Rehov Straus (rue Straus) à Jérusalem, qui s'appelait Chancellor Avenue pendant le mandat britannique.
Nathan Straus meurt le 11 janvier 1931 à New York. Vingt ans auparavant, lors d'un diner offert en son honneur, il avait fait un discours que l'on peut considérer comme son propre panégyrique:  
« Pensez souvent à ce vieil adage: Le monde est mon pays, faire du bien est ma religion… Ceci a souvent été une inspiration pour moi. Je pourrai dire: L'humanité est ma famille, sauver des bébés est ma religion. C'est une religion qui j'espère aura des milliers de fidèles. »
Il est enterré au cimetière Beth El, aussi appelé cimetière New Union Field, à Ridgewood dans le Queens.

## Connexion avec Anne Frank
Le fils de Nathan, Nathan Straus Jr. (1889-1961) fréquente l'université de Princeton, puis à partir de 1908, celle de Heidelberg en Allemagne, où il fait la connaissance d'un jeune étudiant en histoire de l'art, Otto Frank. Otto accepte un poste à Macy's avec Nathan Straus Jr. et s'emballe pour New York et son exubérance. Mais le père d'Otto meurt en 1909, et Otto retourne en Allemagne, et doit se battre pendant la Première Guerre mondiale.
En raison de la montée de l'antisémitisme, il quitte l'Allemagne avec sa famille et s'installe à Amsterdam où Otto demande l'assistance de Nathan Jr. pour obtenir un visa pour s'installer aux États-Unis. Malheureusement, malgré l'aide de Nathan Jr. et d'autres contacts, leur demande de visa est rejetée.
Après l'invasion des Pays-Bas par l'Allemagne nazie, toute la famille Frank se cache, mais à la suite d'une dénonciation, elle est arrêtée par les nazis et déportée. La femme d'Otto, Edith, et ses filles Margot et Anne Frank périssent au camp de concentration de Bergen-Belsen.